# Game Developer (webové stránky)
Game Developer (do roku 2021 Gamasutra) je britská internetová stránka informující o videohrách, kterou provozuje společnost Informa. V roce 1997 ji spustila firma UBM jako sesterskou stránku tištěného periodika Game Developer, jehož publikace byla ukončena roku 2013. Od roku 2018 je majitelem stránek Informa, jež je získala po koupi UBM. Dne 26. srpna 2021 došlo k přejmenování stránek z Gamasutry na Game Developer. Společně s tím se jejich šéfredaktorkou stala Alissa McAloonová, která na této pozici nahradila Krise Grafta, jenž jím byl od roku 2011.
V roce 2005 byl spuštěn sesterský herní blog GameSetWatch, jenž fungoval až do listopadu 2011. Následně začal jeho tým přispívat do Gamasutry a IndieGames.com, další sesterské stránky. IndieGames.com se pak roku 2018 po akvizici UBM firmou Informa osamostatnilo a přejmenovalo na Indie Games Plus.
Stránky byly mezi lety 2006 až 2008 nominovány na cenu Webby, přičemž nominace proměnily v letech 2006 a 2007.